# Wydad Athletic Club (football)
Pour les articles homonymes, voir Wydad Athletic Club.
Maillots
Le Wydad Athletic Club appelé aussi Wydad AC ou simplement WAC (en arabe : نادي الوداد الرياضي) est un club professionnel marocain omnisports. Fondé le 8 mai 1937, basé à Casablanca et à portée nationale et internationale dont sa section de football créée le 19 juin 1939 sous l'impulsion de Mohamed Benjelloun Touimi, président-fondateur du club et membre à vie du (Comité international olympique).
Empereur du royaume dont il a 22 Championnats du Maroc, 16 sacres de la Supercoupe marocaine, 9 Coupes du trône, 4 Coupes d'élite du Maroc, 4 Coupes d'ouverture, l'unique Coupe de l'indépendance... etc, c'est le club le plus titré au Maroc. Même au plan internationale il est le Doyen des clubs marocains avec 16 titres internationaux, puisqu'il a remporté trois Ligues des champions de la CAF, une Coupe des coupes de la CAF, une Supercoupe de la CAF, une Coupe afro-asiatique, trois ligues des champions de l'ULNA, une Coupe des coupes de l'ULNA, trois titres de la Supercoupe de l'ULNA, une Coupe arabe des clubs champions, une Supercoupe arabe et la compétition mondiale baptisé Coupe Internationale Mohammed-V, records internationaux au bilan marocain; ainsi qu'aux records des participations au compétitions mondiaux dont il est le 1er club africain et seul club marocain à avoir participé dans la 1re édition du Mundial des Clubs de la FIFA 2025 avec 32 clubs.
Recordman de très nombreux titres nationaux et internationaux, il a reçu de la Fédération internationale de football association (FIFA) le titre honorifique de meilleur club marocain du xxe siècle.
Le WAC a aussi une équipe de football féminin depuis 2002.

## Histoire

### La naissance sous les trophées (1939-1941)

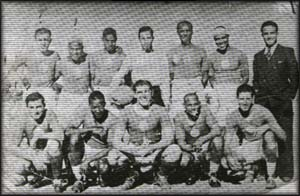
Le WAC durant sa 1re saison footballistique (1939/40), Vice-champion du Maroc et vainqueur de la Supercoupe marocaine.

Alors guidé par Père Jégo (1er directeur général et entraîneur du club), le WAC joue son premier match de son histoire au sein du championnat (joué au système du critérium) des équipes réserves face aux réserves de l'US Marocaine le 15 octobre 1939, et se termine par une victoire sur le score de trois buts à un. Au soir, la 1re équipe a disputé son 1er match au champion en titre, l'US Marocaine, terminé par une défaite 2 buts à 1. Le premier buteur de l'histoire du club est Abdelkhalek Lokhmiri. La première saison footballistique du WAC (1939/1940), y avait le critérium (qui a remplacé le championnat pendant la Seconde guerre mondiale) et s'est terminée par une victoire de l'USM face au nouveau qu'est le WAC (classé 3e au classement finale de la Ligue du Chaouïa). Celui-ci qui avait joué son premier match face l'USM doit encore l'affronter lors de la fencontre finale après un parcours incroyable. Le match s'achève sur le score d'un but à zéro au Stade Philip à Casablanca. Alors vice-champion du Maroc, le WAC jouera ensuite la Supercoupe du Maroc dont il a remporté le titre en battant l'USM (Champion du Maroc) sur le score de trois buts à deux.

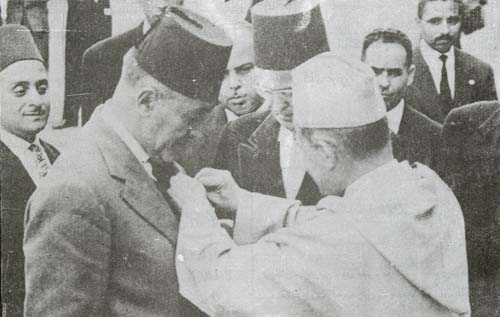
Père Jégo (étant directeur général du WAC) décoré par le sultan S.M. Mohammed Ben Youssef lors de la finale de la Coupe du Trône (son dernier match avec le WAC) le 26 novembre 1956 sous les yeux de Mohammed Benjelloun (président-fondateur du WAC).

La saison suivante est aussi un critérium, sauf que le WAC ne réussit pas le même parcours que la saison précédente. Il débuta la compétition du championnat de la ligue du chaouïa dans une poule de 10 équipes où il réussit à se qualifier pour la phase finale après avoir finit 3e du classement. La phase finale débute à partir des quarts de finale où il est battu à Khouribga par l'OCK sur le score d'un but à zéro. Le club remporte ensuite le titre honorifique Tournoi Fête Mouloud.

### Le rouleau compresseur (1942-1956)

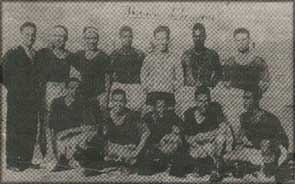
Le WAC étant Champion du Maroc de "Promotion" (Groupe Centre) et aussi Champion du Maroc "Division Pré-honneur" (saison 1941/42)

Après avoir joué deux saisons au Critérium, les autorités de la ligue marocaine (LMFA) sous les ordres du régime de Vichy décident de refaire jouer le championnat en pleine guerre. Malgré les très bonnes prestations du WAC, les autorités décident de faire jouer le club des marocains en seconde division et non en première (l'une des principales raisons est le fait que la fédération de l'époque était gérée par les dirigeants des équipes de la 1re division). Tout d'abord, le WAC a dût remporter le titre honorifique Tournoi Fête Aïd Seghir devant son club ami l'USM Rabat-Salé et réussit après son 1er sacre du Championnat de Promotion de sa poule (Groupe Centre) et dans le cadre d'un match barrage pour décider le champion de pré-honneur l'opposant au Maghreb Sportif de Rabat, il réussit la montée en le battant par un but à zéro. Par crainte que le WAC monte en première division, la fédération décide de le faire jouer un autre match l'opposant cette fois-ci à l'US Meknès. Cette rencontre se dispute à huis clos à Meknès et durant le mois de ramadan. L'équipe meknassi est composée en majorité de joueurs français contrairement au WAC. Mais finalement le WAC et grâce à un but de Ben Messaoud à la 12e minute réussit la montée en première division après avoir reçu une lettre de la fédération validant la montée.
La saison suivante, après avoir remporté le Championnat Promotion (Groupe Centre) et le Championnat Pré-Honneur de la ligue du Maroc de football et après avoir remporté ses matchs de barrages, le WAC joue enfin dans la Division Honneur. Lors de cette saison, la LMFA a décidé de refaire joué le championnat au système du critérium, le WAC fait un bon parcours en terminant 3e du classement de sa poule et s'est qualifié pour jouer les huitièmes de finale. Le club des marocains atteint la finale et affronte donc l'US Marocaine (champion en titre), club déjà rencontré lors des matches du poule. Mais finalement le WAC ne parvient pas à remporter son premier titre de champion du Maroc et se fait battre sur le score de deux buts à zéro. Il perd également la Supercoupe du Maroc ensuite face au même adversaire sur le score nul 3 à 3.

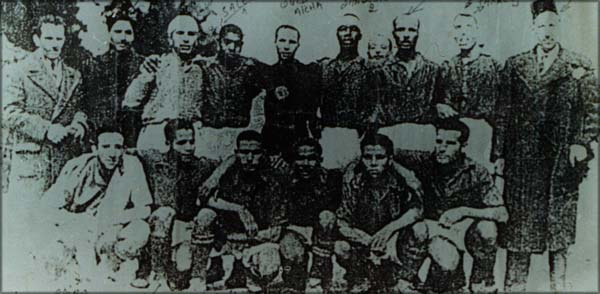
Le WAC étant vainqueur du Tournoi Nouvel An contre l'équipe nationale d'Angleterre, (1/1/1944).

La saison 1943/44 se termine un peu mal puisque le WAC réussit juste à atteindre les quarts de finale. Il remporte un titre honorifique international en Algérie qui est le Tournoi Nouvel An.
Lors de la saison suivante, le WAC a remporté le titre honorifique Tournoi de Noël et a réussi à atteindre les quarts de finale du championnat du Maroc où il se fait encore éliminer comme lors de la saison passée.

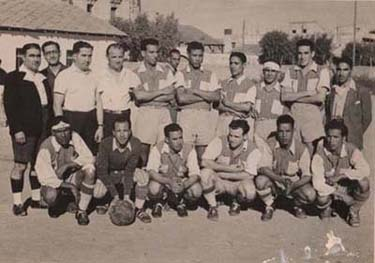
Équipe du WAC saison 1945/46, étant Champion de la Ligue du Chaouïa et Champion du Maroc (Zone Sud).

La saison 1945/1946 est l'une des meilleurs depuis sa création, dont le WAC remporte un triplé nationale : Coupe d'élite du Maroc en battant le Racing AC en finale, le premier sacre du Championnat de la Ligue du Chaouïa des premières équipes en ayant 62 points soit 19 victoires, 2 nuls et qu'une seule défaite et en fin le Critérium du Maroc - Zone Sud. Après ce titre, le WAC finit vice-champion du Maroc après avoir perdu la finale face au rival l'US Marocaine sur le score de 3 buts à un. En étant vice-champion du Maroc, le WAC a dû remporter sa 2e Supercoupe du Maroc face à son rival l'USM. Un titre honorifique s'est ajouté après, baptisé Tournoi de Noël, remporté aussi par les rouges durant cette saison.
À partir de la saison 1946/47, la LMFA a décidé en fin de refaire joué le championnat du Maroc au système classique. Après avoir commencé cette saison brillamment en remportant la Supercoupe du Maroc pour la deuxième fois de son histoire, et participe à l'édition 1946/47 de la Coupe d'Afrique du Nord, faisant match nul et vierge en Tunisie face à l'US Tunisienne, il s'est fait éliminer après en seizième de finale. Le WAC durant cette saison n'a dût gagner que 2 titres honorifiques : Tournoi de Rabat et Tournoi de Sixte.
Lors de la saison 1947/48, grâce à la fameuse Triplette d'Or (Chtouki, Abdesslam et Driss) le WAC a fait l'exploit, devenant la 1re équipe qui remporte le septuplé : Coupe d'Ouverture de la Saison, Coupe de la Ligue du Chaouïa, Coupe d'Élite du Maroc, Championnat du Maroc, Championnat d'Afrique du Nord, Supercoupe d'Afrique du Nord et la Supercoupe du Maroc. Ce qui permet au WAC de recevoir le prix du Meilleur Club Nord-Africain donné par l'ULNA. Ainsi qu'au prix du Meilleur Club Marocain donné par la Ligue du Maroc de football.

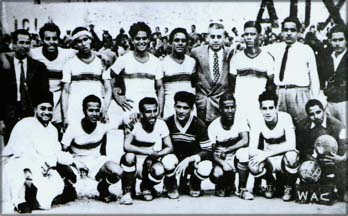
Le onze d'or du WAC de la saison 1947/48

La saison suivante est aussi magnifique pour le WAC, en remportant encore une fois et pour la 2e consécutif fois le septuplé : Coupe d'Ouverture de la Saison, Coupe de la Ligue du Chaouïa, Championnat du Maroc, Championnat d'Afrique du Nord, Coupe d'Afrique du Nord, Supercoupe d'Afrique du Nord (sans jouer un match puisque l'équipe avait gagné les deux titres continentaux) et la Supercoupe du Maroc. Le club a reçu encore une fois le prix du Meilleur Club Nord-Africain donné par l'Union des Ligue Nord Africains de Football et le prix du Meilleur Club Marocain donné par la Ligue du Maroc de football.

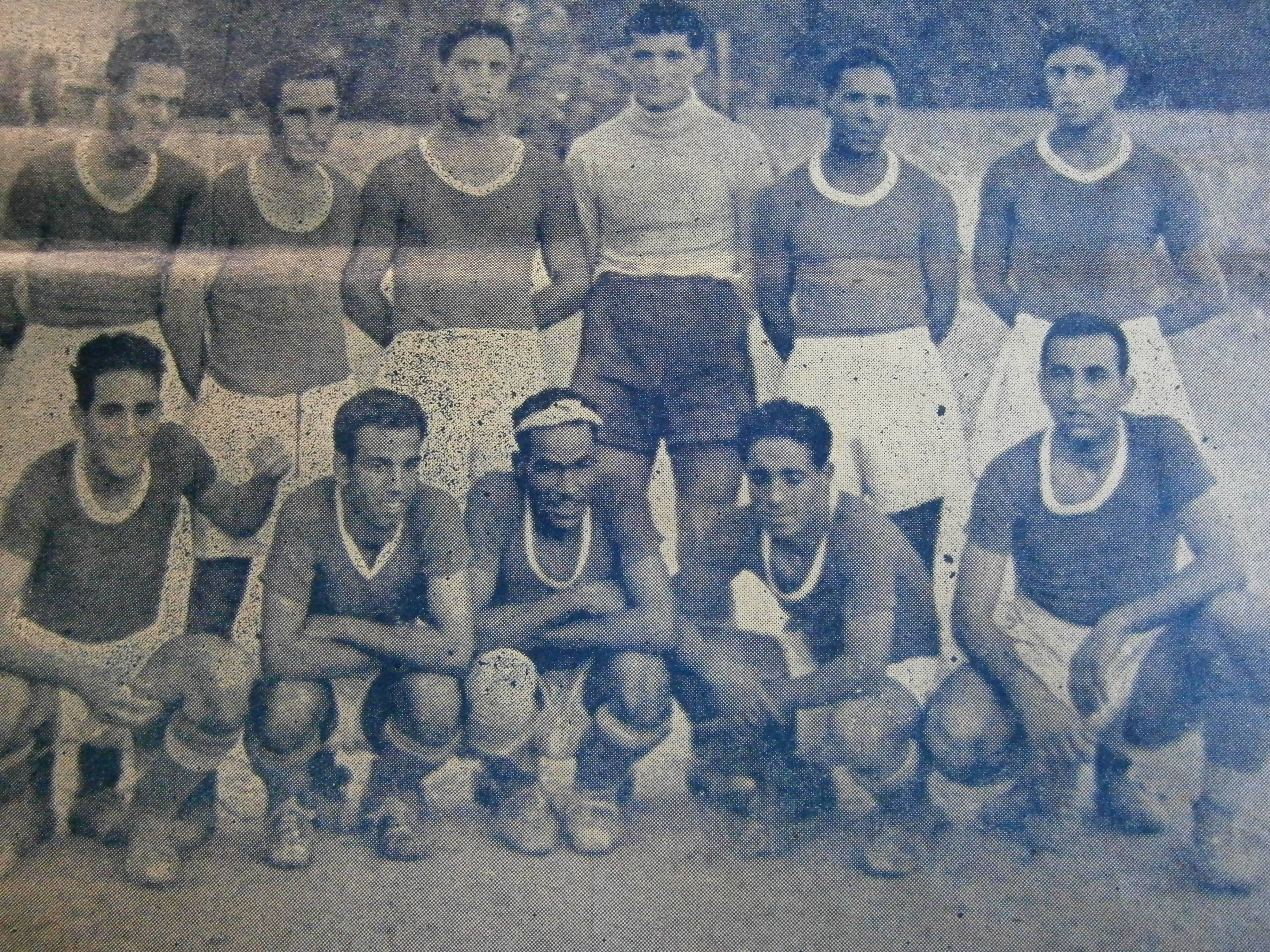
L'équipe d'orée du WAC lors de la saison 1948/49

La saison 1949/50 est moins prolifique, en gagnant un quadruplé : Coupe d'Ouverture de la Saison, Championnat du Maroc, la Ligue des Champions d'Afrique du Nord (pour la troisième fois consécutivement) et la Supercoupe du Maroc. Le club a reçu encore une fois les prix du Meilleur Club Nord-Africain donné par l'Union des Ligue Nord Africains de Football et le du Meilleur Club Marocain donné par la Ligue du Maroc de football.
Lors de la saison 1950/51, le club n'a gagner que le doublée nationale : Championnat du Maroc et la Supercoupe du Maroc. En étant finaliste de la Coupe d'Afrique du Nord, le WAC n'a reçu que le prix du Meilleur Club Marocain donné par la Ligue du Maroc de football.
La saison suivante le WAC a fini vice-champion du Maroc étant dauphin de son rival l'USM de Casablanca (champion du Maroc en titre), sachant qu'il a dominé le plan national avec un triplé : Coupe d'Ouverture de la Saison (pour la 4e fois de son histoire), la Coupe d'Élite du Maroc (pour la 3e fois de son histoire) et la Supercoupe du Maroc (pour la 7e fois de son histoire). Tandis qu'au bilan continental il se fait éliminer au premier tour de la Coupe d'Afrique du Nord.
La saison suivante, le WAC finit le Championnat du Maroc à la 4e place, et perdra ensuite la finale de la Coupe d'Afrique du Nord.

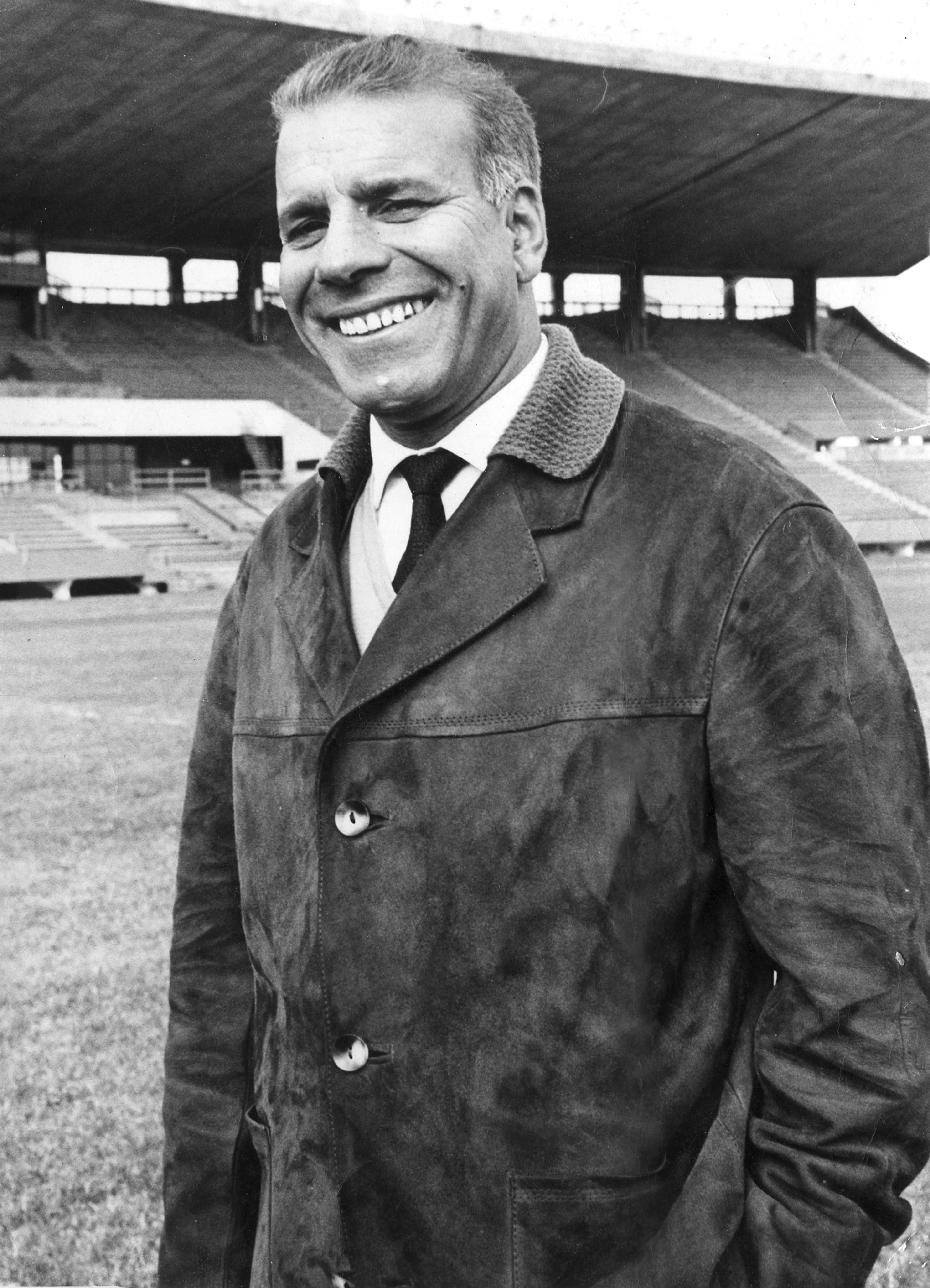
Mohamed Masson, l'homme qui a honoré le blason du grand WAC du 1952 à 1969

Lors de la saison 1953/54, le WAC finit 5e au championnat du Maroc. En Coupe de l'Afrique du Nord, il bat l'équipe de Fédala sur un large score 7-0, et gagne ensuite son deuxième match par 3-1 face à l'ASPTT Casablanca et s'est qualifié au premier tour où il se fait éliminer.
La Saison footballistique 1954/1955 du Wydad AC est la dernière saison jouée (complétement) durant le protectorat (1954/55, elle voit le WAC dominant le triplé national : Coupe d'Élite du Maroc (pour la 4e fois de son histoire), Championnat du Maroc (pour la 5e fois de son histoire) avec 50 points, en gagnant 11 matches, 6 nuls et 5 défaites, 30 buts marqués par son attaque contre 18 buts encaissés et enfin la Supercoupe du Maroc (pour la 8e fois de son histoire) face devant son dauphin le KAC Marrakech. Il a participé aussi pour la 5e fois à la Ligue des Champions d'Afrique du Nord où il gagne ses deux premiers matchs et perd malheureusement la finale pour la deuxième fois de son histoire.
Ensuite, le Maroc connaît une période de guerre et l'arrêt des compétitions après le boycott des équipes nationaux (voir la fin d'article). Après que la FFFA décide d'inviter un club nord-africain (celui qui se qualifia après les matches éliminatoires locales et régionales) à participer à la Coupe de France dont le WAC a dut gagné son premier match qualificatif devant le MAS de Fès sur le score d'un but à zéro, puis il remporte son 2e match devant l'US Safi sur le score de 2 buts à 0. En aller du 3e match face au MC Oujda à Oujda le résultat était nul 0 à 0, donc il a fallait pour l'équipe de jouer un match retour à Casablanca et gagner pour se qualifier, et de ce fut le WAC a dut battre les verts sur un large score : 6 buts à 2. Et pour le dernier match qualificatif face à l'équipe qualifié des éliminatoires locales d'Algérie qui est l'USM Bel Abbès, le WAC a gagné par 1 but à zéro grâce à son attaquant Belhassan et devenu le seul représentant d'Afrique du Nord dans cette compétition. Au tour préliminaire, au stade Mercel Cerdan, le leader du football marocain a dût battre Besançon sur le score d'un but à zéro grâce à son attaquant espagnole Gomez devant les yeux de son altesse impériale My. Hassan et son frère le prince My. Abdellah, et s'est donc qualifie en 32e où il se fait battre difficilement par le grand club français AS Saint-Étienne sur le score de 2 buts à 1 après les prolongations.
En 1956, le WAC est choisi par la LMFA pour représenter le Maroc aux deux compétitions continentales (étant le tenant du titre de la Botola 1954/55). En Coupe des vainqueurs de l'ULNAF, l'équipe gagne ses deux premiers matches qualificatifs mais se fait éliminer au premier tour face au GS Alger à Alger, tandi qu'en Ligue des champions de l'ULNAF le prince héritier Hassan II en étant président d'honneur du club refuse d'aller jouer le match contre le GS Orléansville, pour participer au boycott de la résistance marocaine face au protecteurs français dont le Championnat tout d'abord (même le Critérium de suite) et aussi la Coupe du Maroc.

### Club marocain n°1 (1956-1965)
Le Maroc devient indépendant, et le WAC tenant du titre de la Botola et vainqueur de la Coupe d'Élite (qui était baptisé Coupe du 16 Novembre pour fêter le retour triomphale du sultan sidi Mohammed ben Youssef) perdre la finale de la Coupe d'Ouverture de la Saison qui s'est organisée à Tanger face au FUS de Rabat, reçoit ensuite l'honorifique Carte de Résistant avec le numéro 1 par sa majesté royale Mohammed-V après qu'il a reçu la comité du club dans son palais royale avant de relancer le championnat marocain (qui s'est boycotté lors de la saison dernière) pour la nouvelle saison 1956/1957, et c'est de ce fut que la comité de la Ligue du Maroc LMFA (nouvelle FRMF) décide d'organiser une nouvelle compétition appelée Coupe de l'Indépendance pour fêter l'indépendance du royaume, et surtout pour classer les nouveaux équipes promus pour remplir le vide des anciens équipes des protecteurs français dans les 4 divisions du championnat. Cette coupe est remportée sans aucune doute par le doyen du football marocain Wydad Athletic Club qui a pris donc de ce fut le code du club numéro 1 au sein de la Fédération royale marocaine de football. La 40e édition du championnat (la 1re guidée par la FRMF) est remportée aussi par le WAC (tenant du titre) qui a conservé son titre, avec pour dauphin le KAC Marrakech (tenant du vice-champion).
La même saison en coupe, le WAC se qualifie pour la finale contre le Mouloudia Club d'Oujda. Le match se termine sur le score de 1-1 après le but d'égalisation des rouges qui s'est marqué par son joueuer français Patrice Mayet, le roi Mohammed-V, le prince héritier Moulay Hassan et le fondateur du WAC haj Mohamed Benjelloun Touimi qui étaits présents lors de cette finale décident enfin de donner la coupe au Mouloudia d'Oujda pour l'avantage d'avoir ouvrit le score du match en marquent le premier but.
Lors du lancement de la saison suivante, le WAC remporte la Supercoupe du Maroc (baptisé Coupe de la Jeunesse), et finit vice-champion du Maroc avec 69 points, soit un de moins que le champion qui n'est que son ancien dauphin KAC Marrakech. Le WAC qui était premier perd tous ses points gagnés face à l'US Marocaine à la suite du forfait général de celui-ci et perd également en finale de la coupe du Trône face au même adversaire de la saison dernière sur le score de 2 buts à 1.
Lors de la saison suivante, le WAC sera encore une fois vice-champion, cette fois derrière l'Étoile JC, tandis qu'en coupe du Trône, le WAC se voit éliminer en 8e de finale face à l'association sportive des FAR, l'équipe victorieuse de cette édition. L'attaquant du WAC, Mustapha Khalfi termine meilleur buteur du championnat avec 21 buts.
La saison suivante voit le WAC atteint la 4e place en ayant seulement un point de moins que les trois premiers. En Coupe, et après avoir battu Essaouira sur le score d'un but à zéro, le WAC s'est fait éliminer en quart de finale face au Mouloudia d'Oujda.

### Années 1960
La première saison 1960/61 se termine mal avec une 7e place en championnat, en coupe le WAC a pu se hisser en finale en battant le futur champion de cette saison, l'association sportive des FAR, sur le score de deux buts à un. Mais le WAC a toujours raté ses finales depuis 1956 et affronte le champion de la saison dernière le Kénitra Athlétic Club. Le WAC se fait donc battre sur le score d'un but à zéro le 24 avril 1960, au Stade d'honneur à Casablanca.
La saison suivante, le WAC finira 6e au classement de la Botola, et s'est fait battre en huitième de finale de la Coupe du Trône face au Mouloudia d'Ouejda sur le score de 2 buts à 0.
Lors de la saison 1962/63, le WAC finit de nouveau 6e en Botola, et atteint la demi-finale de la Coupe du Trône, éliminé par le KAC Marrakech.
La saison suivante, le WAC est de nouveau 6e en Botola, et toujours malchanceux étant finaliste de la Coupe du Trône face au KAC Marrakech.
Lors de la saison 1964/65, le WAC finit en championnat à la 5e place, et sera éliminé en quart de finale de la Coupe.
Il faut attendre la saison 1965/66 pour revoir le WAC champion du Maroc, 7e sacre au podium de la Botola, avec un total de 57 points. Comme l'équipe se fait éliminer en huitième de finale de la Coupe du Trône face au MAS Fès. Le WAC participe pour la première fois de son histoire à l'International Coupe Mohammed-V où il finit 4e, après l'élimination face au Real Madrid en demi-finale sur le score de 2 buts à 0. Ensuite, il remporte la Supercoupe du Maroc (baptisé Coupe de la Jeunesse).
La saison 1966/67 se termine avec une 4e place en championnat, et une élimination en quart de finale de la Coupe du Maroc face à l'association sportive des FAR.
La saison suivante le WAC finira 8e en Botola, et est éliminé en huitième de finale de la Coupe face au même adversaire, l'association sportive des FAR.
Lors de la saison 1968/69, le WAC revient sur le podium de la Botola en remportant son 8e titre de Champion du Maroc avec un total de 73 points dont 16 victoires, 11 nuls et 3 matches perdus. Mais il est éliminé au deuxième tour de la Coupe. Il termine donc sa saison avec le sacre de la Supercoupe du Maroc en faveur de la Renaissence de Settat.

### Enfin la coupe du Trône (1970-1979)
Il faut attendre trente-et-un ans pour voir le WAC vainqueur de la Coupe du Trône, et c'est face au RS Settat que les rouges remportent le titre sur le score d'un but à zéro.
Par rapport aux années 1960, le doyen du football marocain a gagné 3 fois consécutifs la Botola et trois fois la Coupe du Trône (dont 2 consécutifs), 3 fois la Supercoupe du Maroc (dont 2 consécutifs aussi) ainsi que l'International Coupe Mohammed-V (l'ancien mundialito) en restant l'unique club africain a l'avoir remporté, grâce aux jeunes joueurs formés dans l'école du club, tels que Larbi Aherdane, Badou Zaki, Aziz Bouderbala, Pétchou ou bien Abdelmajid Shaita, dont le voici le bilan des rouges :
- 1969/70 : 5e au Botola, vainqueur de la Coupe 1er sacre, vainqueur de la Supercoupe du Maroc 12e sacre.
- 1970/71 : 7e au Botola, 2e tour de la Coupe.
- 1971/72 : vice-champion de la Botola, 1/8 finale de la Coupe.
- 1972/73 : 9e au Botola, 2e tour de la Coupe.
- 1973/74 : 5e au Botola, 1/4 finale de la coupe.
- 1974/75 : 9e au Botola, 2e tour de la Coupe, vainqueur du Tournoi de la Marche Verte.
- 1975/76 : Champion du Maroc 9e sacre, 1/8 finale de la Coupe.
- 1976/77 : Champion du Maroc 10e sacre, 1/8 finale de la Coupe, 3e de l'Internationale Coupe Mohammed-V.
- 1977/78 : Champion du Maroc 11e sacre, vainqueur de la Coupe du Trône 2e sacre, vainqueur de la Supercoupe du Maroc 13e sacre (sans besoin de joué un match, grâce a sa doublée nationale) et vainqueur de l'Internationale Coupe Mohammed-V (1er club du continent africain a l'avoir gagnée).
- 1978/79 : 3e au Botola, vainqueur de la Coupe du Trône 3e sacre et vainqueur de la Supercoupe du Maroc 14e sacre.

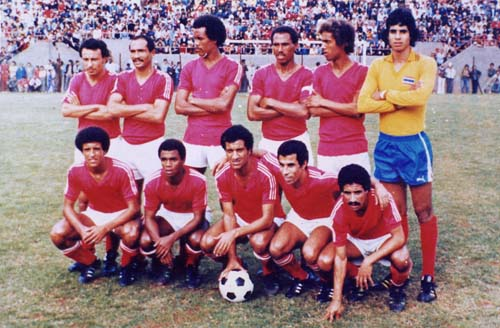
Génération d'orée du WAC lors de la saison 1978/1979.

### Renouveau (1980-1989)
Lors de la première saison, le WAC finit dauphin en Botola avec seulement 1 point de différence avec le champion, et gagne la coupe du Trône pour la 4e fois de son histoire, et retrouve le podium de la Botola pour la 12e fois en 1986, et participe pour la première fois en Ligue des champions de la CAF, puisqu'il devient le premier club marocain à avoir remporté la Coupe Arabe des Clubs Champions en 1989 et la 5e Coupe du Trône en même année.
Voici donc une chronologie qui résume cette décennie :
- 1979/80 : vice-champion du Maroc, 1/8 finale de la Coupe.
- 1980/81 : 4e au Botola, vainqueur de la coupe du Trône 4e sacre, vainqueur du tournoi Trophée Mohamed Benjelloun.
- 1981/82 : vice-champion du Maroc, 1/8 finale de la Coupe.
- 1982/83 : 3e au Botola, 1/8 finale de la Coupe, vainqueur du Tournoi de l'Indépendance.
- 1983/84 : 5e au Botola, 2e tour de la Coupe.
- 1984/85 : 4e au Botola, 1/8 finale de la Coupe.
- 1985/86 : Champion du Maroc 12e sacre, 2e tour de la Coupe.
- 1986/87 : 4e au Botola, 2e tour de la Coupe, 2e tour de la Ligue des champions de la CAF.
- 1987/88 : 4e au Botola, demi finaliste de la Coupe, vainqueur de la Coupe Internationale de Pescara.
- 1988/89 : 5e au Botola, vainqueur de la Coupe 5e sacre, vainqueur de la Coupe Arabe des Clubs Champions et aussi du Tournoi International d'El-Jadida.

### «l'Empereur» est de retour (1990-1999)
Durant cette décennie, l'empereur du football marocain, Wydad AC, gagne toutes les compétitions possibles dont il a participé, avec deux sacres consécutives en Botola, l'unique Supercoupe arabe aux palmarès des clubs marocains, une Ligue des Champions de la CAF, le 15e sacre de champion du Maroc, la Supercoupe Afro-Asiatique, la 8e Coupe du Maroc de son histoire, la 14e Supercoupe du Maroc de son histoire en 1997, le voilà ici dessous le bilan historique de cette génération dorée :
- 1989/90 : Champion du Maroc, 13e sacre, 2e tour de la Coupe.
- 1990/91 : Champion du Maroc, 14e sacre, 1/4 finale de la Coupe, demi-finaliste de la Ligue des Champions de la CAF.
- 1991/92 : 3e au Botola, 1/8 finale de la Coupe, vainqueur de la Supercoupe Arabe (édition 1990) et vainqueur de la Ligue des Champions de la CAF.
- 1992/93 : finaliste de la Supercoupe de la CAF, champion du Maroc 15e sacre, 1/4 finale de la Coupe, vainqueur de la Coupe Afro-Asiatique et finaliste de la Coupe Euro-Africaine.
- 1993/94 : vice-champion du Maroc, vainqueur de la Coupe 6e sacre, 2e tour de la Ligue des Champions de la CAF.
- 1994/95 : 5e au Botola, 1/8 finale de la Coupe.
- 1995/96 : 3e au Botola, 1/4 finale de la Coupe.
- 1996/97 : vice-champion du Maroc, vainqueur de la Coupe 7e sacre, vainqueur de la Supercoupe du Maroc 15e sacre.
- 1997/98 : 3e au Botola, vainqueur de la Coupe 8e sacre, demi-finaliste de la Coupe des Coupes de la CAF (C2).
- 1998/99 : 5e au Botola, 1/16 finale de la Coupe, finaliste de la Coupe de la CAF (C3).

### Malchance (2000-2009)
En 2000, le WAC a reçu le prix honorifique du Club marocain du XXe siècle par la FIFA en étant le club le plus titré de l'histoire du football marocain. Durant la nouvelle décennie, les Rouges ont gagnés moins de titres, seulement l'unique Coupe des Coupes de la CAF au palmarès des clubs marocains, une Coupe du Trône, une Supercoupe du Maroc et une Botola. Une chronologie faible de l'histoire footballistique du club :
- 1999/00 : vice-champion du Maroc, 1/16 finale de la Coupe, 1/8 finale Coupe de la CAF (C3).
- 2000/01 : 7e au Botola, vainqueur de la Coupe 9e sacre, vainqueur de la Supercoupe du Maroc 16e sacre, 1/4 finale Coupe de la CAF (C3).
- 2001/02 : vice-champion du Maroc, 1/16 finale de la Coupe, vainqueur de la Coupe des Coupes de la CAF (C2).
- 2002/03 : 3e au Botola, finaliste de la Coupe, finaliste de la Supercoupe de la CAF, demi-finaliste de la Coupe des Coupes de la CAF (C2) et vainqueur du Tournoi feu Belhachmi.
- 2003/04 : 3e au Botola, finaliste de la Coupe, tour intermédiaire Coupe de la Confédération (C4).
- 2004/05 : 3e au Botola, 1/16 finale de la Coupe, 1/4 finale de la Ligue des Champions Arabes.
- 2005/06 : Champion du Maroc 16e sacre, 1/8 finale de la Coupe, 1/4 finale de la Ligue des Champions Arabes.
- 2006/07 : 4e au Botola, demi-finaliste de la Coupe, 2e tour de la Ligue des Champions de la CAF.
- 2007/08 : 7e au Botola, 1/8 finale de la Coupe, finaliste de la Ligue des Champions Arabes.
- 2008/09 : 4e au Botola, 1/4 finale de la Coupe, finaliste de la Ligue des Champions Arabes.

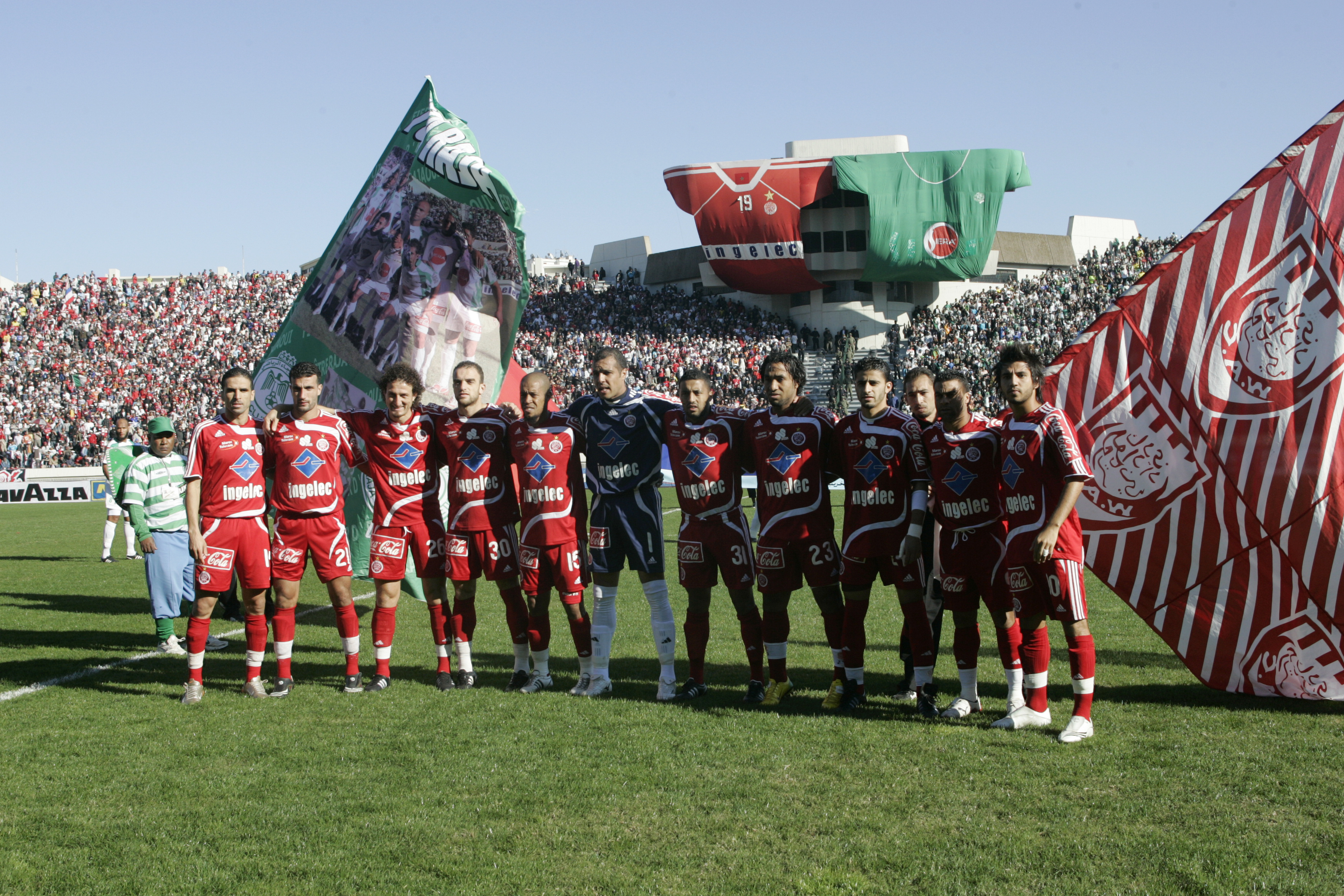
WAC lors de la saison 2008/2009.

### L'Ère du professionnalisme (depuis 2010)
Dès le début de la 2e décennie du XXe siècle, le WAC a retrouvé son podium de la Botola en remportant 5 titres du championnat marocain, ainsi que 2 Ligues des Champions de la CAF en 2017 et 2022, ainsi qu'une Supercoupe de la CAF en 2018.
La chronologie :

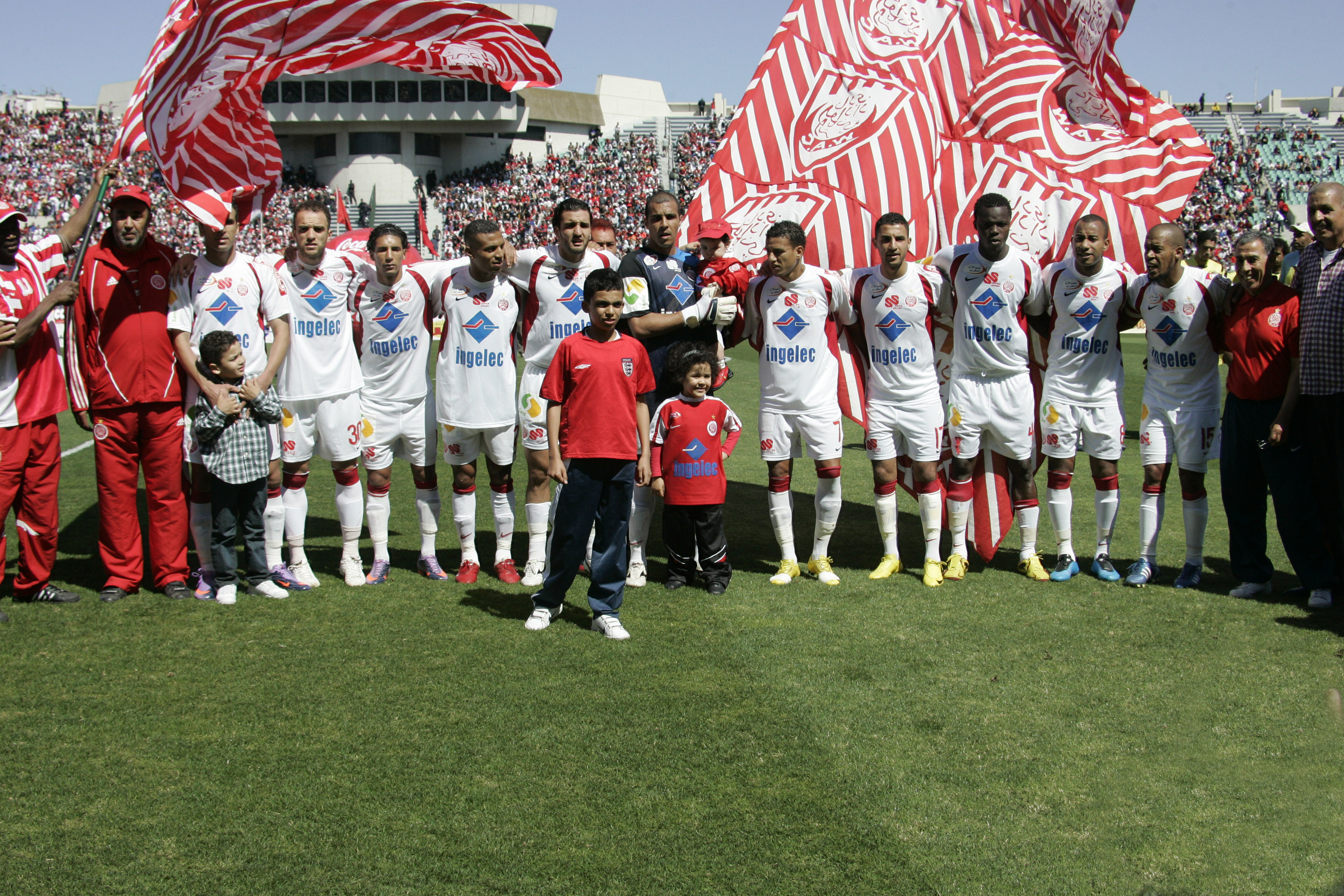
WAC lors de la saison (2009/2010) étant champion du Maroc.

- 2009/10 : Champion du Maroc 17e sacre, 1/16 finale de la Coupe du Trône.

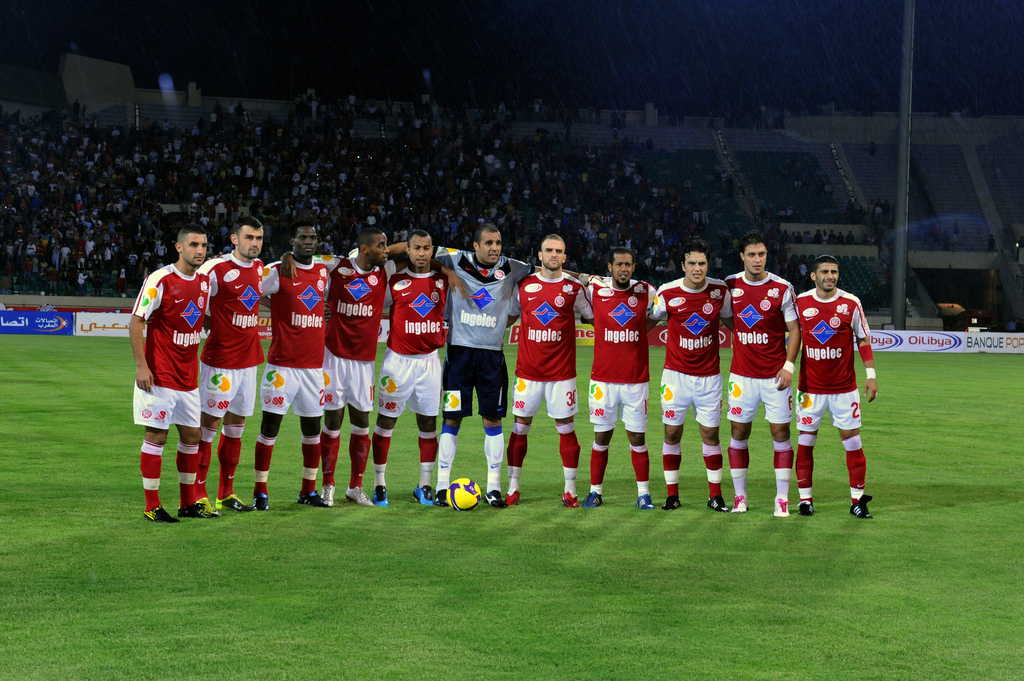
WAC lors de la saison 2010/2011.

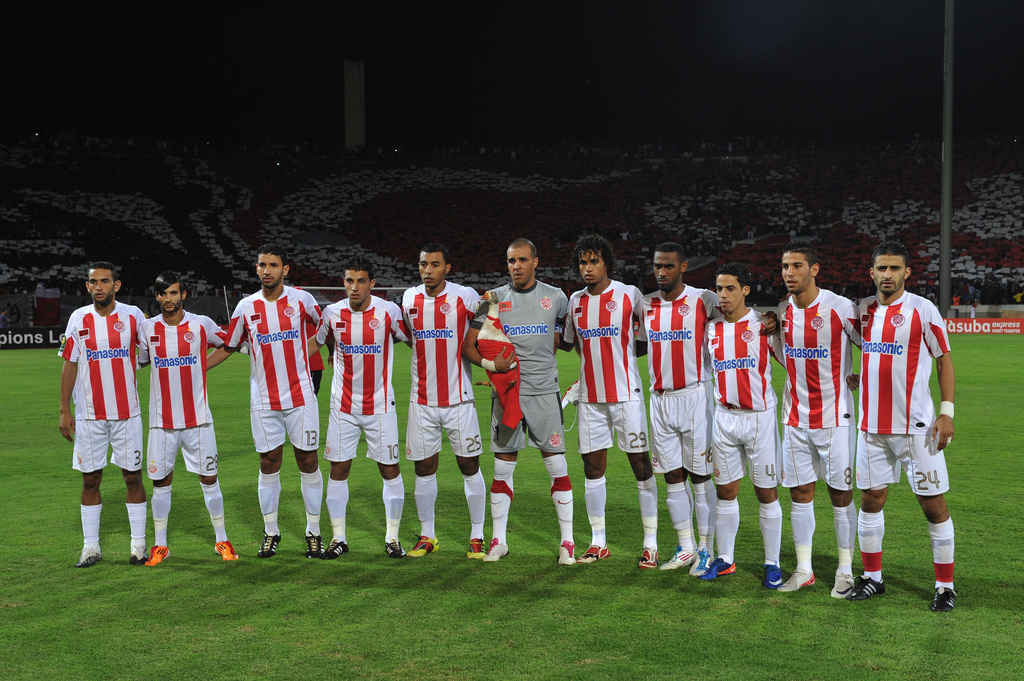
WAC lors de la Ligue des Champions de la CAF étant vice-champion.

- 2010/11 : 3e au Botola, demi-finaliste de la Coupe, finaliste de la Ligue des Champions de la CAF.

- 2011/12 : 3e au Botola, demi-finaliste de la Coupe, phase de groupes Coupe de la Confédération.
- 2012/13 : 4e au Botola, 1/4 finale de la Coupe, 1/8 finale Coupe de la Confédération.
- 2013/14 : 6e au Botola, 1/8 finale de la Coupe, vainqueur du tournoi Taça Vicente Lucas.

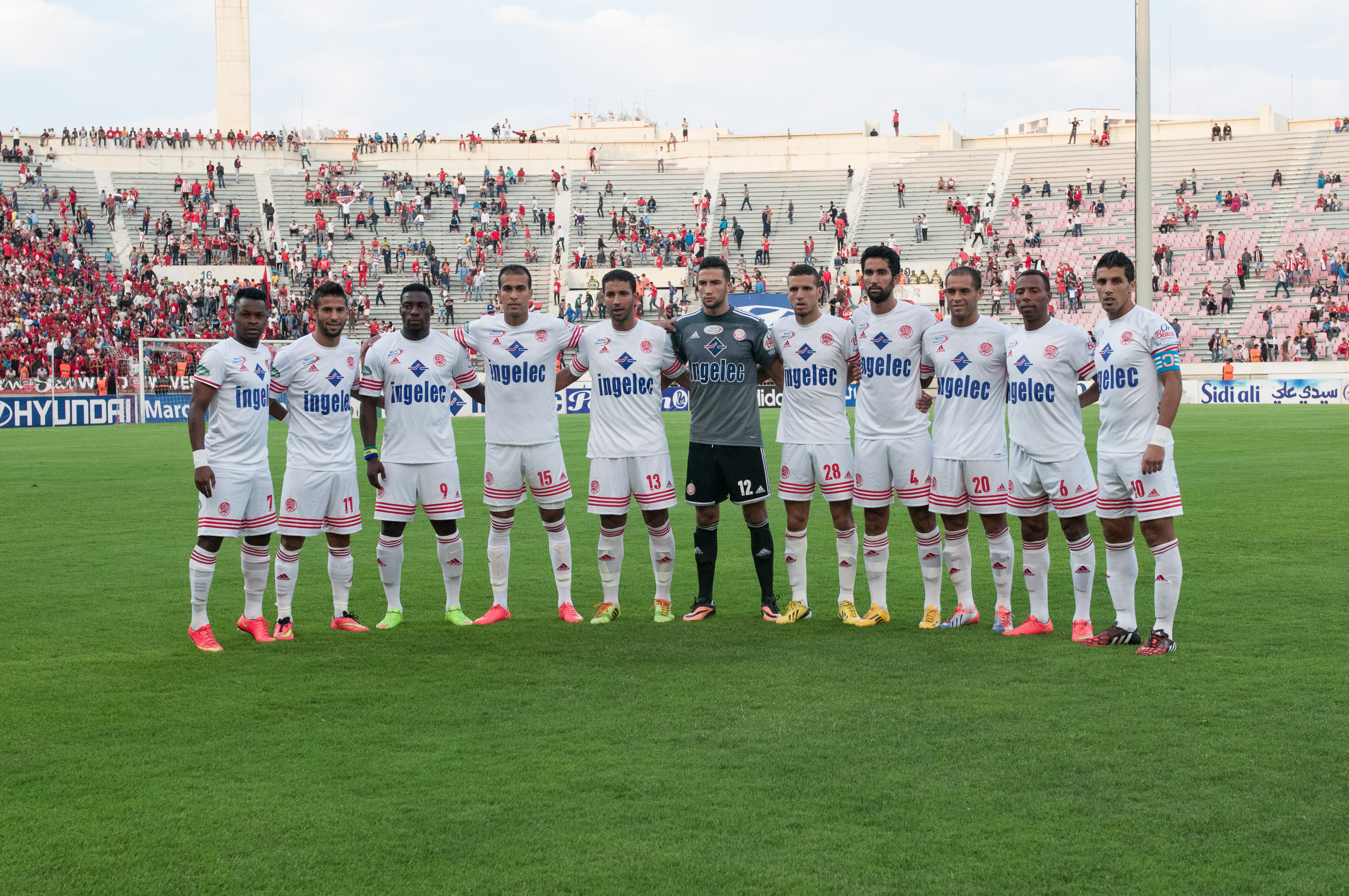
WAC lors de la saison (2014/2015) étant Champion du Maroc.

- 2014/15 : Champion du Maroc 18e sacre, 1/8 finale de la Coupe, finaliste du Tournoi International d'Amitié.
- 2015/16 : vice-champion du Maroc, 1/8 finale de la Coupe, demi-finaliste de la Ligue des Champions de la CAF, vainqueur du Tournoi International de Tabouk.
- 2016/17 : Champion du Maroc 19e sacre, 1/8 finale de la Coupe, vainqueur de la Ligue des Champions de la CAF[18].
- 2017/18 : vainqueur de la Supercoupe de la CAF[19], vice-champion du Maroc, demi-finaliste de la Coupe, 1/4 finale de la Ligue des Champions de la CAF, 1/8 finale du Tournoi Cheikh Zayed.
- 2018/19 : Champion du Maroc 20e sacre[20], finaliste de la Ligue des champions de la CAF (Scandale Radès[21]), 1/4 de finale du Tournoi Mohammed VI des clubs.
- 2019/20 : vice-champion du Maroc, 1/4 finale de la Coupe, demi-finaliste de la Ligue des Champions de la CAF.
- 2020/21 : Champion du Maroc 21e sacre[22], demi-finaliste de la Ligue des Champions de la CAF, vainqueur du Tournoi Ahmed Antifit 10e sacre et finaliste de la Coupe du Maroc. L'équipe d'espoir a fini la saison en 3e place.
- 2021/22 : Champion du Maroc 22e sacre[23], vainqueur de la Ligue des Champions de la CAF[24], demi-finaliste du Coupe du Maroc et Finaliste du Supercoupe de la CAF. L'équipe d'espoir a fini la saison Champion du Maroc.
- 2022/23 : Vice-champion du Maroc, disqualifié en 1/16 de finale de la coupe du trône.
- 2023/24 : 5e du classement finale du championnat du Maroc, disqualifié en 1/8 de finale de la coupe du trône.
- 2024/25 : 3e du classement finale du championnat du Maroc, coupe du trône non encore jouée. L'équipe d'espoir a fini la saison Champion du Maroc sans subir aucune défaite.

## Palmarès
| Compétitions nationales | Compétitions internationales |
| --- | --- |
| Botola Pro1 (22) Record - Champion : 1947/48, 1948/49, 1949/50, 1950/51, 1954/55, 1956/57, 1965/66, 1968/69, 1975/76, 1976/77, 1977/78, 1985/86, 1989/90, 1990/91, 1992/93, 2005/06, 2009/10, 2014/15, 2016/17, 2018/19, 2020/21 et 2021/22 - Vice-champion : 1939/40, 1942/43, 1945/46, 1951/52, 1957/58, 1958/59, 1971/72, 1979/80, 1981/82, 1993/94, 1996/97, 1999/00, 2001/02, 2015/16, 2017/18, 2019/20, 2022/23 Coupe du Trône (9) - Vainqueur : 1969/70, 1977/78, 1978/79, 1980/81, 1988/89, 1993/94, 1996/97, 1997/98 et 2000/01 - Finaliste : 1956/57, 1957/58, 1960/61, 1963/64, 2002/03, 2003/04, 2020/21 Supercoupe du Maroc (16) Record - Vainqueur : 1940, 1946, 1948, 1949, 1950, 1951, 1952, 1955, 1957, 1966, 1969, 1970, 1977, 1978, 1997, 2001 Coupe d'Élite du Maroc (4) Record - Vainqueur : 1945, 1948, 1951 et 1955 Coupe d'Ouverture de la Saison (4) Record - Vainqueur : 1947, 1948, 1949 et 1951 Coupe de la Ligue du Chaouïa (2) - Vainqueur : 1947, 1948 Championnat de la Ligue du Chaouïa (1) - Champion : 1945/46 Botola Pro2 (1) - Champion : 1941/42 Botola Promotion (GC) (1) - Champion : 1941/42 Critérium du Maroc (Zone Sud) (1) - Champion : 1945/46 Coupe de l'Indépendance (1) Record - Vainqueur : 1956 | Ligue des champions de la CAF (3) - Vainqueur : 1992, 2017 et 2022 - Finaliste : 2011, 2019 et 2023 Supercoupe de la CAF (1) - Vainqueur : 2018 - Finaliste : 1993, 2003 et 2022 Coupe des coupes de la CAF (1) - Vainqueur : 2002 Coupe afro-asiatique des clubs (1) - Vainqueur : 1993 Ligue des champions de l'ULNA (3) - Vainqueur : 1948, 1949 et 1950 - Finaliste : 1955 Supercoupe de l'ULNA (3) - Vainqueur : 1948, 1949, 1950 Coupe des coupes de l'ULNA (1) - Vainqueur : 1949 - Finaliste : 1951 et 1953 Internationale Coupe Mohammed-V (1) - Vainqueur : 1978 Coupe arabe des clubs champions (1) - Vainqueur : 1989 - Finaliste : 2008 et 2009 Supercoupe arabe (1) - Vainqueur : 1990 Coupe de la CAF - Finaliste : 1999 Ligue africaine de la CAF - Finaliste : 2023 |

### Compétitions amicales
De son prestige, le WAC est toujours invité à des compétitions de gala, comme le tournoi Zaytoun Cup '09 en Allemagne, en 2009, dont il a remporté pleins des trophées amicaux, nationaux et internationaux. Il y a notamment les titres honorifiques d'Empire chérifien dont par exemple le Tournoi Fête Aïd Seghir remporté en 1941, ainsi qu'aux tournois internationaux comme celle du Tournoi Nouvel An remporté en 1944 à Alger, bien que ceux du royaume du Maroc comme le Tournoi Ahmed Antifit remporté en 2021 pour la dernière et 10e fois, la coupe Taça Vicente Lucas en 2014 au Portugal et le trophée Tabouk International Tournement en 2016 en Arabie saoudite.
| Compétition                           | Position                                                               |
| ------------------------------------- | ---------------------------------------------------------------------- |
| Tournoi Ahmed Antifit (10) Record     | Vainqueur : 1988, 1990, 1994, 1995, 1997, 1999, 2000, 2007, 2017, 2021 |
| Tournoi Fête Mouloud (4)              | Vainqueur : 1941, 1942, 1943, 1946                                     |
| Tournoi de Noël (2)                   | Vainqueur : 1944, 1945                                                 |
| Tournoi Fête Aïd Seghir (1)           | Vainqueur : 1941                                                       |
| Tournoi Fête du Trône (1)             | Vainqueur : 1941                                                       |
| Tournoi Nouvel An (1)                 | Vainqueur : 1944                                                       |
| Tournoi de Rabat (1)                  | Vainqueur : 1946                                                       |
| Tournoi de Sixte (1)                  | Vainqueur : 1946                                                       |
| Tournoi Ahmed Achehoud (1)            | Vainqueur : 1956                                                       |
| Tournoi de l'Indépendance (1)         | Vainqueur : 1983                                                       |
| Tournoi International d'El Jadida (1) | Vainqueur : 1989                                                       |
| Tournoi feu Belhachmi (1)             | Vainqueur : 2003                                                       |
| Taça Vicente Lucas (1)                | Vainqueur : 2014                                                       |
| Tournoi International de Tabouk (1)   | Vainqueur : 2016                                                       |

## Statistiques & Records sportifs

### Statistiques

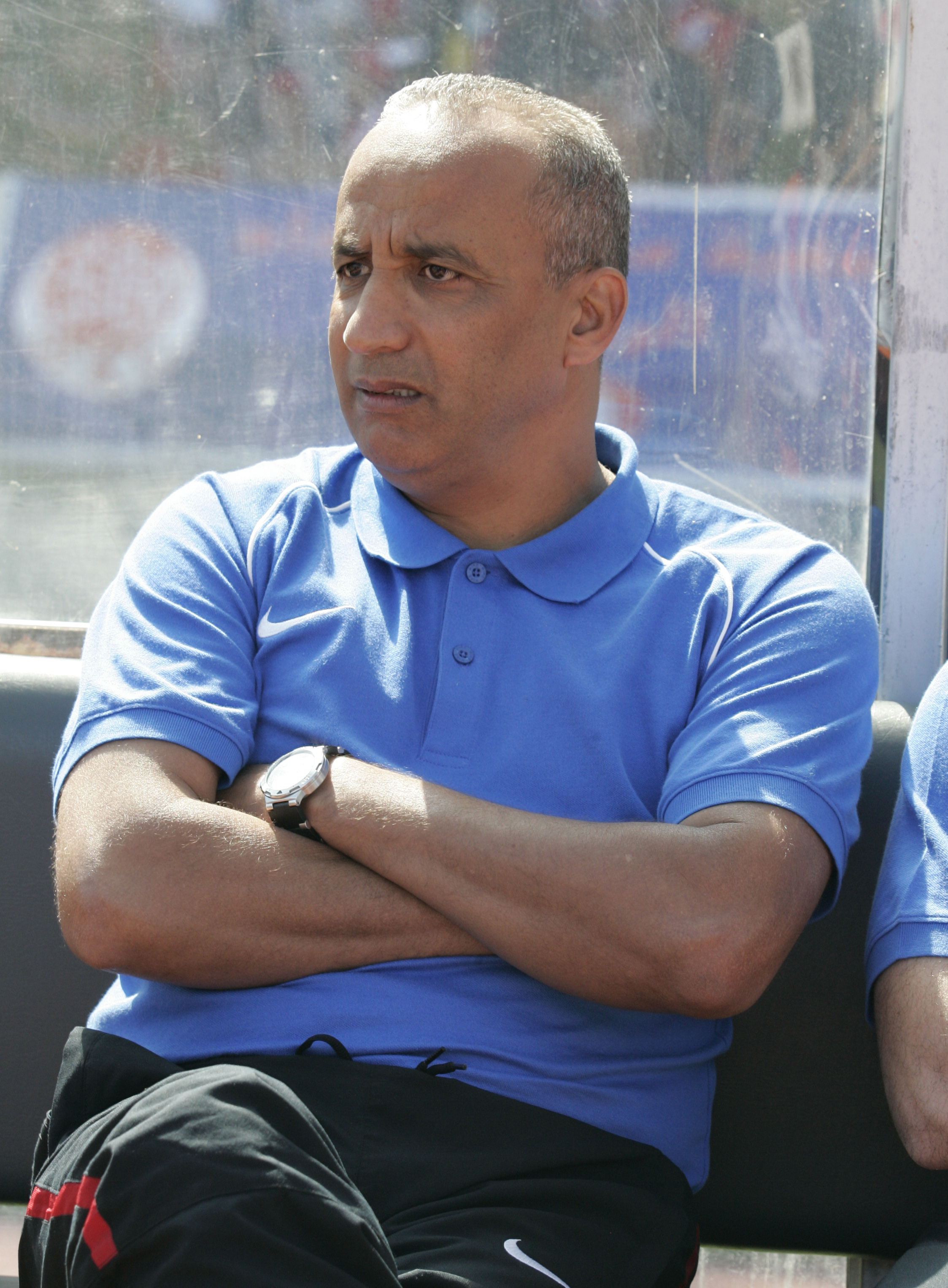
Fakhreddine Rajhi
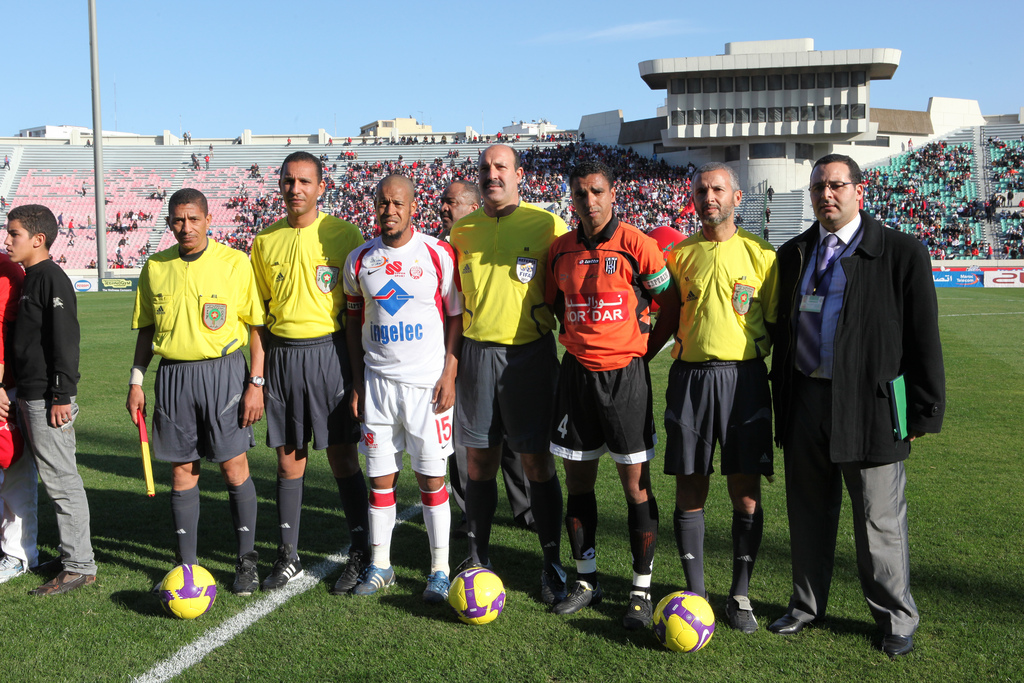
Hicham Louissi
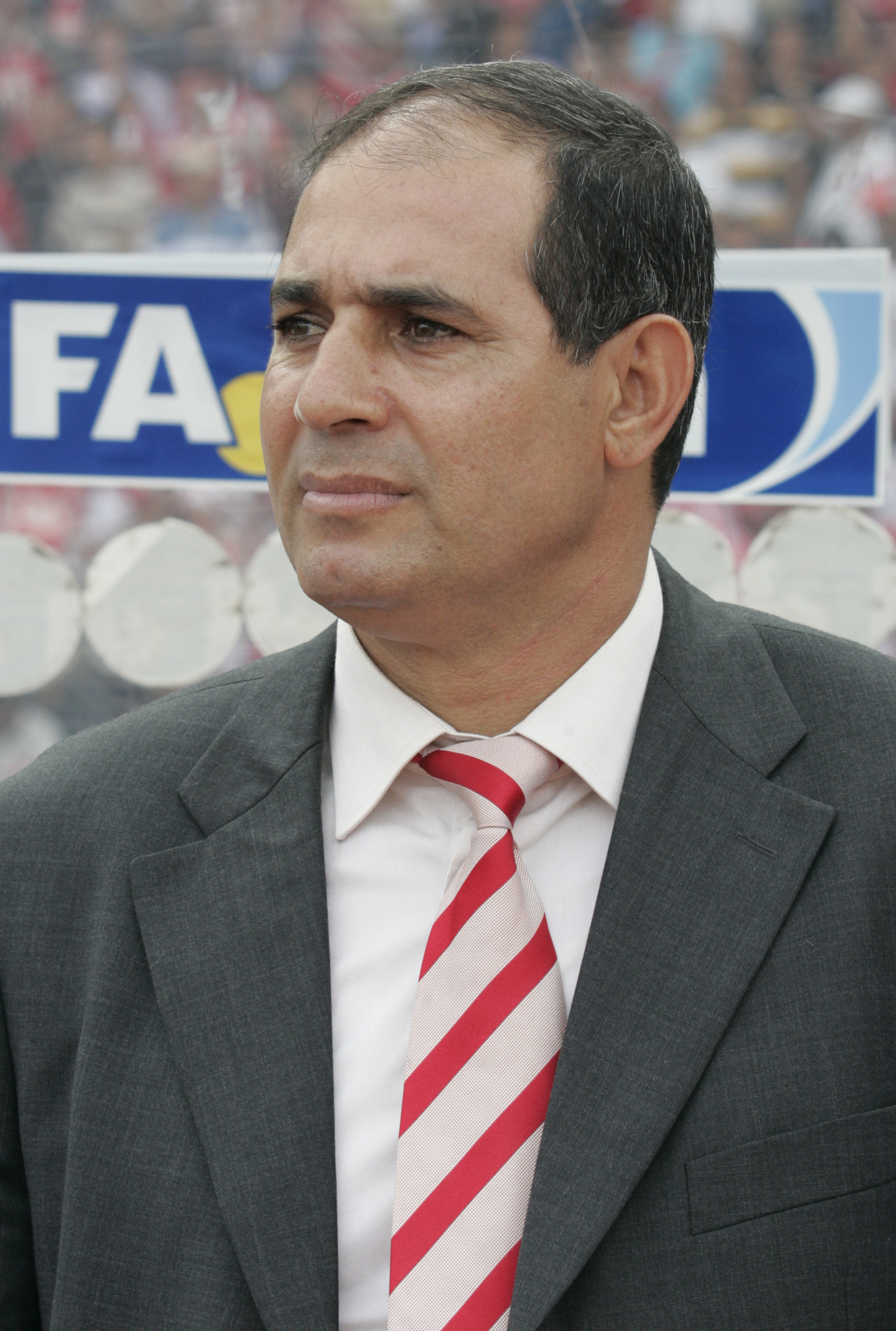
Badou Zaki

Botola
- Club avec le plus d'apparitions
  - Le WAC détient le record de longévité avec 84 participations, dont 82 consécutives (depuis 1942)

- Club avec le plus des titres : 22 sacres
  - 1948, 1949, 1950, 1951, 1955, 1957, 1966, 1969, 1976, 1977, 1978, 1986, 1990, 1991, 1993, 2006, 2010, 2015, 2017, 2019, 2021, 2022

- Plus grand nombre de vice-champion par un seul club : 17 fois
  - 1940, 1943, 1946, 1952, 1958, 1959, 1972, 1980, 1982, 1994, 1997, 2000, 2002, 2016, 2018, 2020, 2023

- Seul club sacré durant toutes les décennies

- Plus grand nombre de matchs joués par un seul club

- Plus grand nombre de matchs gagnés par un seul club

- Plus grand nombre de matchs gagnés par un club dans une saison : 23 victoires en 38
  - Saison 1985/86

- Plus grand nombre de matchs nuls par un seul club

- Plus moins nombre de matchs perdus par un seul club

- Plus grand nombre de buts marqués par un club

- Plus grand nombre de buts marqués par un club dans une saison : 61 buts
  - Saison 1948/49

- Plus moins nombre de buts encaissé par un club

- Plus moins nombre de buts encaissé par un club dans une saison : 8 buts
  - Saison 2003/04

- Plus grand écart des buts marqués dans un match : 10 buts
  - Wydad AC 10-0 SC Fédala (Saison 1942/43)

- Record d'audience : 7 millions de téléspectateurs
  - Wydad AC 2-1 Raja CA (saison 2020-2021)[30]

## Effectif professionnel actuel
Ce tableau liste l'effectif professionnel du Wydad AC pour la saison 2024-2025.

## Infrastructures

### Le stade Mohammed V
Le Stade Mohammed-V de Casablanca est inauguré en mars 1955 sous le nom de « stade Marcel Cerdan ». Sa capacité est alors de 30 000 places. Après l'indépendance du Maroc, le stade est rebaptisé « Stade d'Honneur », . Surnommé le « Donor » par les Casablancais, en référence à son ancien nom, le stade est agrandi en 1983 et prend son nom actuel pour l'organisation des jeux méditerranéens, qui s'achèvent avec la victoire du Maroc 3-0 sur la Turquie en finale. Sa capacité est alors de 80 000 places.
Le stade est réaménagé en 2000, des sièges sont installés sur la moitié du stade et sa capacité est ramenée à 67 000 places.
À partir de 2016, de nouveau travaux de rénovation sont entrepris .
Le Stade Mohammed-V fait aujourd'hui partie d'un vaste complexe sportif comprenant d’une salle omnisports de 15 000 places, un hôtel, une piscine olympique couverte. Sa capacité est depuis 2019 de 45 891 places toutes assises.

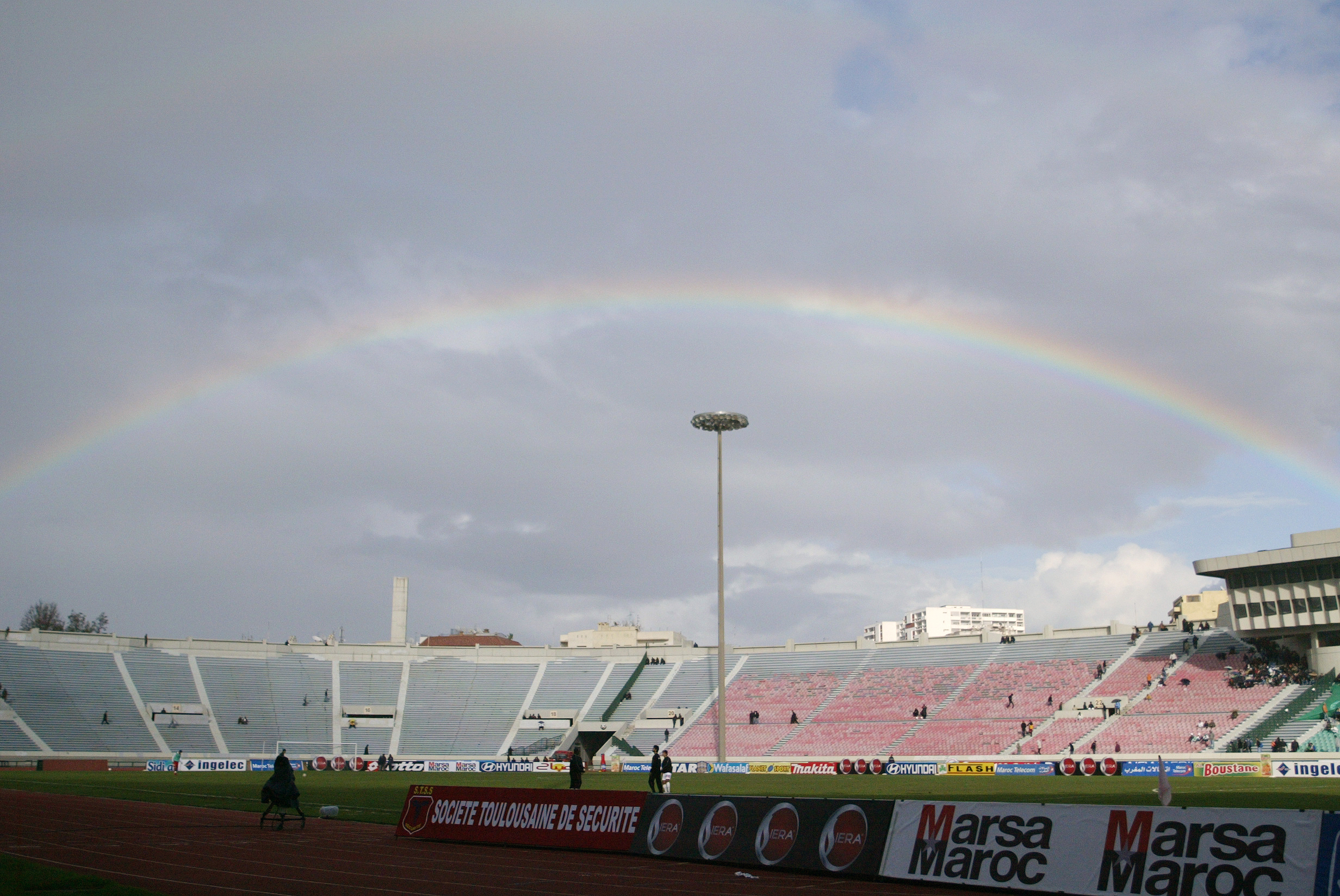
Une vue de l'intérieur du Stade Mohamed V.

Le Wydad y joue des matchs, en coupe d'Afrique, en coupe du Trône ou encore en championnat avec son voisin du Raja Club Athletic. C'est dans ce stade que les Rouges remportent la coupe d'Afrique des champions de 1992 ainsi que celle de 2002. La toute première coupe du Trône en 1970 (WAC 1-0 RSS) et aussi la dernière à Casablanca en 1994 (WAC 1-0 OCK).
Le stade Mohamed V a aussi accueilli des clubs internationaux. Toutes ces équipes sont venus jouer des rencontres amicales ou des matchs de la Coupe Mohamed V qui rassemblaient le champion marocain et des clubs européens et sud-américains.

### Complexe Hadj Mohamed Benjelloun
Il est inauguré en 1982. Le choix du nom ne fut pas difficile à trouver. Le complexe porte le nom de celui qui fut le président-fondateur du premier club marocain fondé par les Marocains. Pendant les années 1980, ce complexe fut le premier ouvert par un club de football du Maroc[source insuffisante].
Le complexe comprend trois terrains, dont deux gazonnés, le troisième prochainement[Quand ?] équipé de gazon synthétique puis un terrain de moyenne dimension, un autre de Handball et de sport collectif, des tribunes, pouvant accueillir 10 000 spectateurs, plusieurs vestiaires.

### Emblèmes

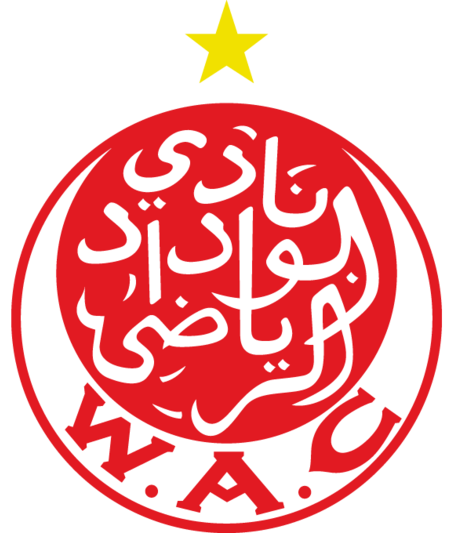

### École des gardiens de buts, stade Larbi-Ben-M'barek
Plus connu sous le nom du « stade Philip», le nom qu’il a gardé de la période du colonialisme. Désormais, le stade porte le nom de la « perle noire » Larbi Ben M’barek. Aujourd’hui, le stade est consacré à la formation des gardiens de buts du Wydad encadré par des formateurs qui ont passé dans ce poste[source secondaire souhaitée].

## Sponsors et équipementiers

### Sponsors
- Ingelec[38]
- Samir[39]
- Kia[40]
- Koutoubia[41]
- Hyundai[42]

### L'équipement sportif
- Macron
- Kappa depuis 2025.

## Culture populaire

### Supporteurs

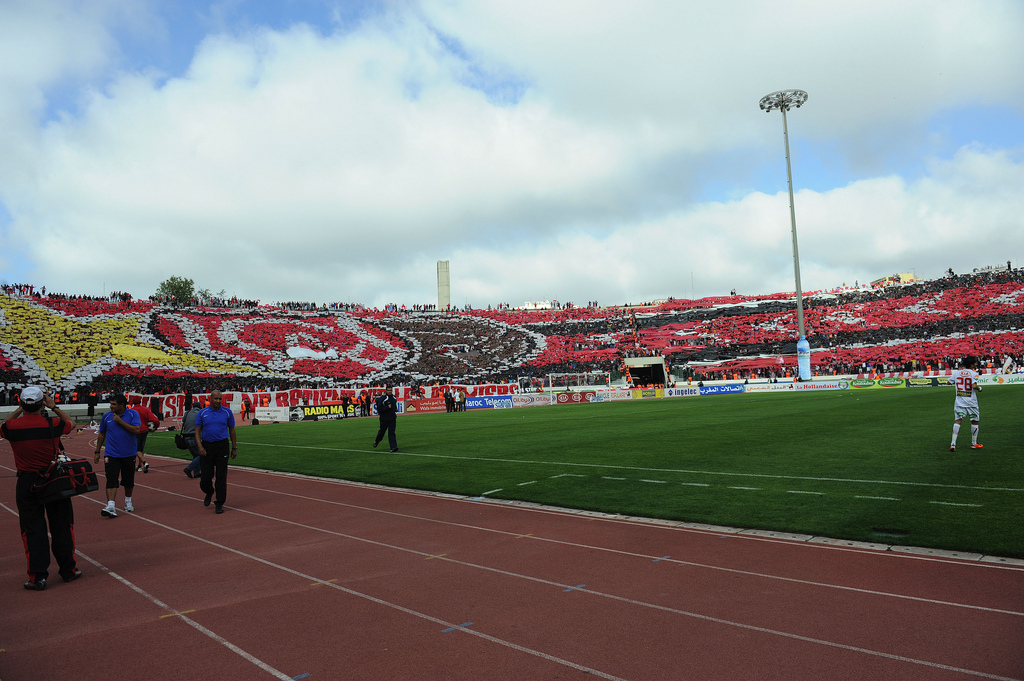
Tifo des Winners lors du derby (2010/11).

Son groupe de supporteurs, Ultras Winners 2005 a été élu meilleur public au monde en 2015 et 2019 par le collectif « Ultras World ».

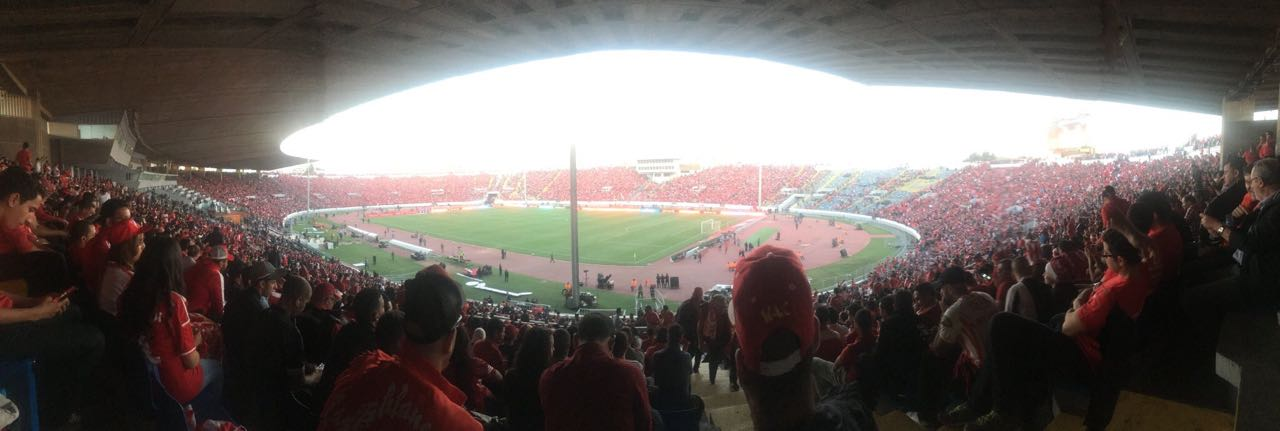
Stade Mohammed d-V lors de la finale de la Ligue des champions 2017 (Wydad 1-0 Ahly).

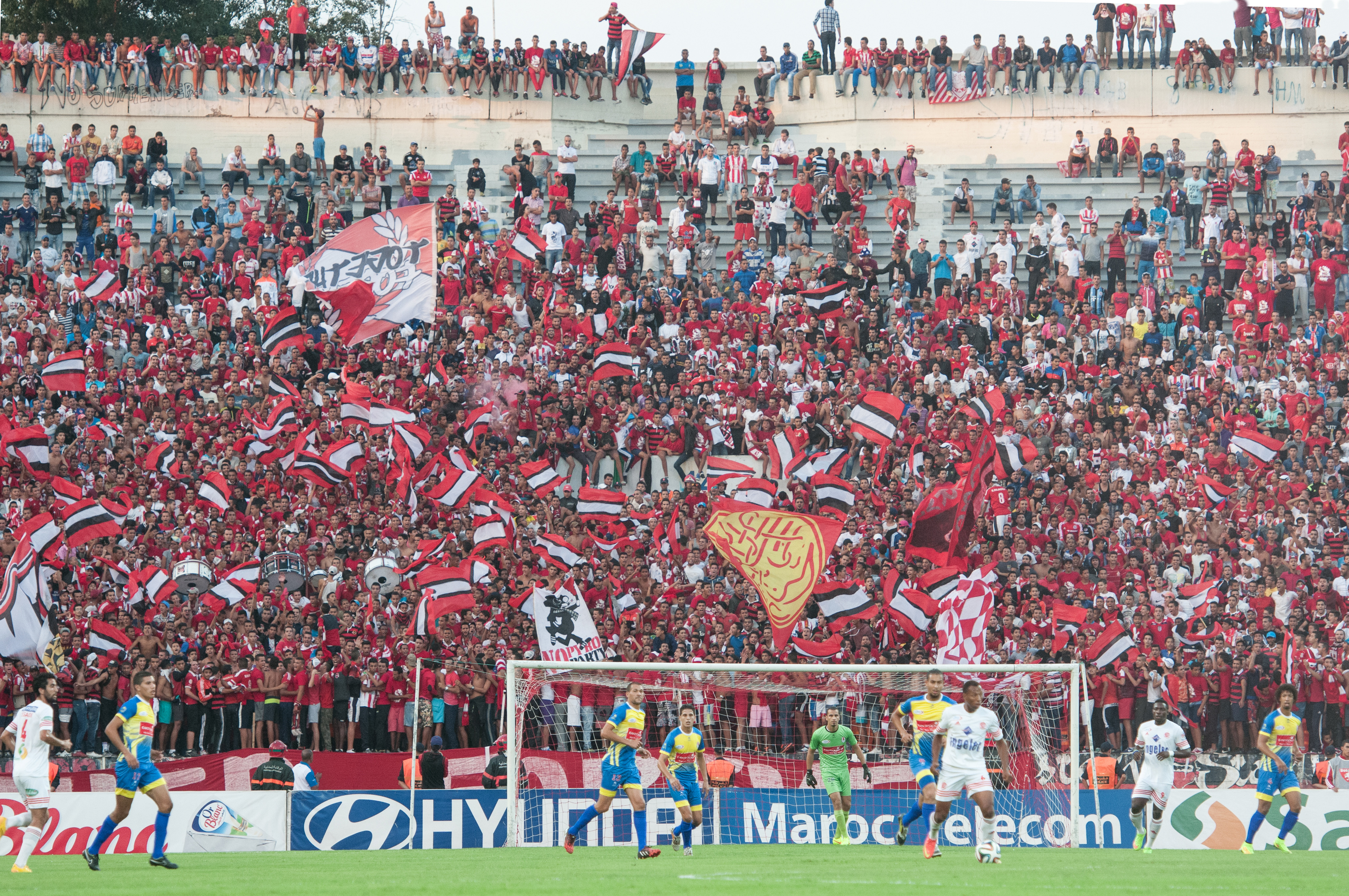
Les Winners dans leur Curva Nord en septembre 2014

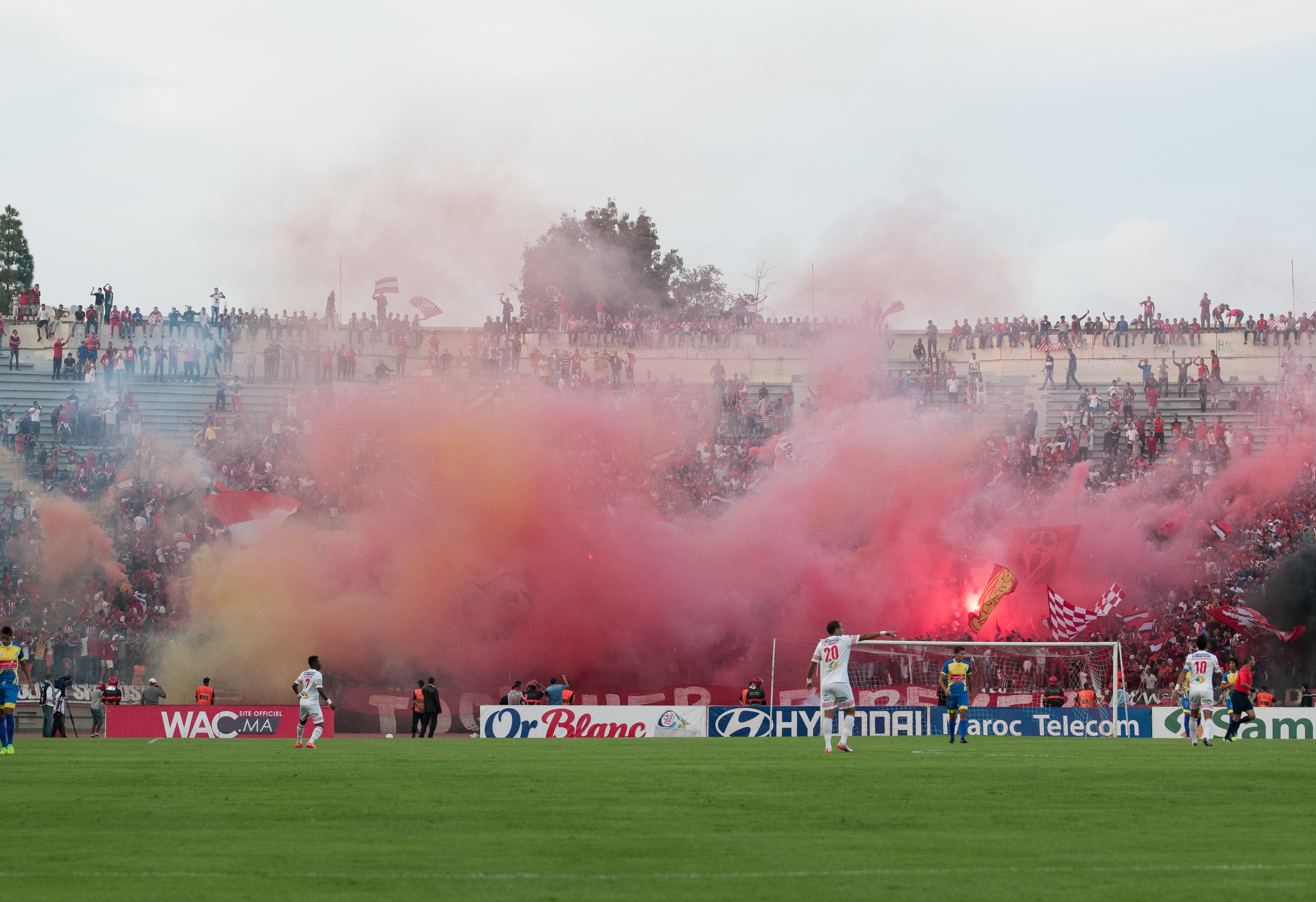
Les Winners dans leur Curva Nord en septembre 2014